# Kato apo t' astra
Kato apo t' astra (Kάτω από τ' άστρα), comercialitzada internacionalment com Under the Stars és una pel·lícula de coproducció britànica, grega i xipriota del 2001 dirigida per Christos Georgiou.

## Arguments
Luka és un home que viu com un ermità a la Nicòsia dividida, corsecat pel record de l’assassinat de la seva mare durant la invasió turca de Xipre, quan ell tenia deu anys. Coneix Foivi, víctima de la invasió però que es dedica a fer contraban a la frontera entre la part turca i la part grega.

## Repartiment
- Mirto Alikaki com Foivi
- Akis Sakellariou com a Loukas
- Stella Fyrogeni com la mare de Loukas
- Achilleas Grammatikopoulos com el pare de Foivi
- Marinos Hadjivassiliou com a Panikos
- Antonis Katsaris com a actor
- Andros Kritikos com l'oncle Nikos
- Neoklis Neokleous com el pare de Loukas
- Stelios Onoufriou com a Lukas
- Nefeli Papadaki com Phoebe
- Christina Paulidou com la mare de Foivi
- Sotos Stavrakis com a Alexis

## Estrena
La pel·lícula es va estrenar a Grècia el 15 de novembre de 2001 al Festival Internacional de Cinema de Tessalònica; els Països Baixos el 31 de gener de 2001 al Festival Internacional de Cinema de Rotterdam; Sèrbia el 3 de febrer de 2002 al Festival de Cinema de Belgrad; el Regne Unit el 3 de juliol de 2002 al Commonwealth Film Festival; i Irlanda el 17 de febrer de 2004 al Festival de Cinema de Dublín.

## Premis
- Premi del públic, Commonwealth Film Festival.
- Primer premi de cinema de Montreal, Festival Internacional de Cinema de Montreal.
- Nominat Golden Alexander, Festival Internacional de Cinema de Tessalònica.